# 온라인 서비스 제공자
온라인 서비스 제공자(online service provider, OSP)는 이를테면 인터넷 서비스 제공자(ISP), 이메일 제공자, 뉴스 제공자(언론), 엔터테인먼트 제공자(음악, 영화), 검색 엔진, 전자 상거래 사이트, 온라인 뱅킹 사이트, 의료 사이트, 공식 정부 사이트, 소셜 미디어, 위키, 유즈넷 뉴스그룹이 될 수 있다. 
온라인 서비스 제공자의 원래 의미는 매우 제한적이었는데, 돈을 지불한 구성원들이 컴퓨터 모델을 통해 다이얼업(전화 걸기)을 수행하여 게시판, 다운로드 가능 파일, 프로그램, 뉴스 기사, 채팅방, 전자우편 서비스 등의 다양한 서비스와 정보 자원에 접근할 수 있는 상용 컴퓨터 통신 서비스만을 의미했다. 
현대의 인터넷 서비스 제공자는 전통적인 다이얼업 서비스 제공자와 차이가 있는데, 후자의 경우 온라인 서비스에 구독한 사용자들만이 접근 가능한 상당한 정도의 콘텐츠를 제공한 반면 ISP는 대부분 인터넷 접근 서비스를 제공하며 일반적으로 자체적인 콘텐츠를 제공하는 일은 드물다.

## 역사
최초의 상용 온라인 서비스는 1979년 개시되었다. 컴퓨서브(1980년대와 90년대 H&R 블록의 소유였음)와 더 소스(당시 더 리더스 다이제스트 소유)는 개인용 컴퓨터 사용자 시장에 서비스르르 제공하기 위해 개설된 최초의 주요 온라인 서비스들로 간주된다.

## 같이 보기
- 단말 에뮬레이터